# Magallania
Magallania es un revista académica publicada desde 1970 por el Instituto de la Patagonia de la Universidad de Magallanes para dar a conocer investigaciones originales sobre temas históricos, etnográficos, antropológicos y arqueológicos de la Patagonia, Tierra del Fuego, Antártica e islas adyacentes y el océano Pacífico sur-oriental.
Inicialmente fue llamada Serie Ciencias Humanas de Anales del Instituto de la Patagonia y se publicaba anualmente. Desde 2005 se publica semestralmente, en los meses de abril y octubre.